# Morro Blachet
Der Morro Blachet (spanisch; in Argentinien Morro Hielo, spanisch für ‚Eishügel‘) ist ein verschneiter Hügel auf King George Island im Archipel der Südlichen Shetlandinseln. Er ragt 5 km nordnordwestlich des Lions Rump am Westufer der King George Bay auf.  
Chilenische Wissenschaftler benannten ihn nach Santiago Blachet Villalobos, Teilnehmer an der 8. Chilenische Antarktisexpedition (1953–1954) zur Ablösung der Besetzung auf der González-Videla-Antarktis-Station.